# Кожакеев, Темирбек Кожакеевич
Темирбек Кожакеевич Кожакеев (17.12.1926 — 29.12.2003) — советский и казахстанский специалист по журналистике и журналистскому образованию, один из научных основоположников казахской сатиры, доктор филологических наук, профессор, академик Академии наук Высшей школы,Заслуженный работник Казахстана (1996), член Союза журналистов СССР, «Почетный работник образования Республики Казахстан», Почетный гражданин Меркинского района Жамбылской области.

## Биография
Родился 17 декабря 1926 года в селе Ойтал Меркинского района Жамбылской области.
В 1944 году поступил в Жамбылское педагогическое училище. В том же году был призван в армию и служил в военных штабах в Сталинграде, Новочеркасске и Баку. В 1947 году вернулся домой из-за проблем со здоровьем.
С 1948 по 1953 год учился на филологическом факультете Казахского государственного университета им. С. М. Кирова.
В 1961 году защитил кандидатскую диссертацию на тему «Казахский советский фельетон». В 1972 году защитил докторскую диссертацию по «казахской сатире».
Скончался 29 декабря 2003 года в городе Алма-Ата, похоронен на Кенсайском кладбище.

## Трудовая деятельность
1. 1947—1948 — зав. комитета ВЛКСМ Меркинского района
2. 1953—1972 — преподаватель факультета журналистики Казахского государственного университета им. С. М. Кирова
3. 1972—1987 — декан факультета журналистики Казахского государственного университета им. С. М. Кирова
4. 1991—2003 — профессор, заведующей кафедрой периодический печати КазНУ им. Аль-Фараби

## Научная деятельность
Автор более 30 монографий, учебников и учебных пособий, более 800 научно-популярных статей. Под его научным руководством защищены 7 кандидатских и 2 докторских диссертаций.
1. «Проблемы фельетона» (1962)
2. «Казахская народная сатира» (1962)
3. «Из истории казахской советской печати» (1962)
4. «Газет жанрлары» (1963)
5. «Казахская народная сатира» (1968)
6. «Қазақтың мысалы» (1969)
7. «Абай и Султанмахмут» (1969)
8. Казахская сатира" (1970)
9. «Абай-сатирик» (1970)
10. «Сатира — оружие сильных людей»
11. «Сатира и век» (1976)
12. «Казахские советские сатирики» (1975)
13. «Проблемы современной казахской сатиры» (1978)
14. «Мужчина. Общество. Сатира» (1980)
15. «Птицы года» (1991)
16. «Жас тілшілердің cepiгi» (1991)
17. «Көк сеңгірлер» (1992)
18. «Сара сөздің сардары» (1995)
19. «Основы сатиры» (1996)
20. «Ауэзова мира» (1997)
21. «Шалқу сөздер мен шаншу сөздер» (2000) и др.

## Награды и звания
1. Доктор филологических наук (1972)
2. Профессор (1974)
3. Почетный академик Академии наук Высшей школы
4. Член Союза журналистов СССР (1959)
5. Юбилейная медаль «Двадцать лет Победы в Великой Отечественной войне 1941—1945 гг.» (1965)
6. Юбилейная медаль «Тридцать лет Победы в Великой Отечественной войне 1941—1945 гг.» (1975)
7. Победитель социалистического соревнования (1979)
8. Орден «Знак Почёта» (1984)
9. Медаль «Ветеран труда» (1984)
10. Юбилейная медаль «Сорок лет Победы в Великой Отечественной войне 1941—1945 гг.» (1985)
11. Қазақстанның еңбек сіңірген қызметкері (1996)
12. «Почетный работник образования Республики Казахстан» (2001)
13. Почетный гражданин Меркинского района Жамбылской области (2002)